# Most w Jarosławiu
Most w Jarosławiu – most drogowy przez rzekę San w Jarosławiu, w województwie podkarpackim, w ciągu drogi wojewódzkiej nr 865.
Trzyprzęsłowa konstrukcja została przewieziona w 1950 roku z rozebranego, uszkodzonego mostu w Bydgoszczy-Fordonie zbudowanego w 1893, w miejsce zniszczonej przez Niemców dotychczasowej przeprawy. Przez most w ciągu doby przejeżdża 18 321 pojazdów. To najwięcej w województwie podkarpackim! W 2018 otrzymał nazwę "Most im. mjra/płka Franciszka Przysiężniaka ps. "Ojciec Jan".